# ノーチャージエリア (バスケットボール)
ノーチャージエリア（Noncharge Area）とはバスケットボールの用語である。コート内の他の区域とは異なった色で塗られている制限区域の中で、特にゴール周辺に区切られている半円形の区域のことを示す。オフェンス側のプレイヤーはこの区域内ではチャージングが適用されない。オフェンスチャージングを奪うことを得意とするディフェンスプレーヤーは、この区域を区分するラインに踏み込まないように位置取りするよう意識してプレーをする。ラフプレーやルーズボールファールはこの区域内でも当然のことながらコールされる。